# Temur Malik
Temur Malik, o Timur Malikh (... – 1378), è stato un condottiero mongolo, figlio di Uros e per un anno Khan dell'Orda Bianca.
Dopo un breve periodo di conflitti col cugino Toktamish, dove inanellò una serie di vittorie, giunse alla disfatta conclusiva presso le sponde del lago d'Aral dove trovò la morte in battaglia.